# Crocallis gaigeri
Crocallis gaigeri är en fjärilsart som beskrevs av Otto Staudinger 1885. Crocallis gaigeri ingår i släktet Crocallis och familjen mätare. Inga underarter finns listade i Catalogue of Life.